# Ribulosio-bisfosfato carbossilasi
La ribulosio-1,5-bisfosfato carbossilasi/ossigenasi (spesso abbreviata come RuBisCO) è un enzima, appartenente alla classe delle liasi, che catalizza la seguente reazione:
3 D-ribulosio 1,5-disfosfato + 3CO2 + 3H2O →6 Acido-3-fosfoglicerico + 6 H+ (carbossilazione)
Tale enzima è presente nella fase di organicazione del ciclo di Calvin e catalizza la reazione del ribulosio 1,5-bifosfato con O2 o CO2.
Come gran parte degli enzimi, la rubisco necessita di ioni Mg2+ per espletare la sua funzione di sintesi.

## Importanza biologica
La rubisco assume una notevole importanza a livello biologico, in quanto, tramite la fissazione del carbonio, è il principale produttore di materia organica nell'ecosistema terrestre. Dal momento che le reazioni catalizzate dalla rubisco rimangono ancora piuttosto lente, le piante producono quantità enormi di questo enzima, che, da solo, raggiunge circa il 25% di tutto il materiale proteico presente nei cloroplasti e il 50% di quello dello stroma. Di conseguenza è stato osservato che la rubisco è l'enzima più abbondante presente sulla Terra, a dimostrazione del fatto che la fotosintesi messa in atto dagli organismi vegetali (piante, ma anche alghe e batteri come per esempio i cianobatteri) sia la reazione più comune e di maggiore importanza per la vita sul nostro pianeta.

## Carbossilazione e fotorespirazione
Questo enzima presenta una doppia funzione, carbossilasica e ossigenasica, ognuna delle quali in grado di agire in particolari condizioni di concentrazione dei substrati. Se la reazione carbossilasica interviene nella fase oscura della fotosintesi allo scopo di formare gliceraldeide-3-fosfato utilizzabile per la gluconeogenesi o le biosintesi lipidiche e aminoacidiche, la reazione ossidasica permette la protezione della cellula vegetale dall'accumulo di ROS (specie reattive dell'ossigeno) in caso di esagerate quantità di fotoni assorbiti dalle clorofille, che permanendo nello stato di tripletto tendono a formare radicali liberi tossici e capaci di perossidare anche le membrane. La funzione ossidasica della Rubisco diminuisce in maniera sostanziale la capacità di fissazione del carbonio con un fenomeno che è proprio della maggior parte delle piante superiori, dette piante C3 in quanto il primo prodotto di fotosintesi presenta 3 atomi di carbonio. Alcune specie di piante, però, sono in grado di aggirare il problema sfruttando delle pompe molecolari adibite al trasporto di anidride carbonica, in modo da mantenere la concentrazione intracellulare molto alta ed evitare che l'enzima venga a trovarsi in presenza di ossigeno. In particolare nelle specie dette C4 nelle cellule del mesofillo ha luogo la conversione di fosfoenolpiruvato (PEP) in acido ossalacetico (OAA), molecola a 4 atomi di carbonio, e da questo in malato. Il Malato prodotto viene quindi trasferito nelle cellule della guaina del fascio ove libera la CO2 per il normale ciclo di Calvin e genera piruvato (Py) che ritorna al mesofillo ove serve per generare nuovo PEP.  Tale meccanismo che ha basi fisiologiche e morfologiche caratteristiche, si traduce nella scarsa sensibilità delle piante C4 ai fenomeni di saturazione luminosa. Le piante CAM infine sono piante tipiche di aree caratterizzate da scarsissima disponibilità idrica, per cui presentano una fase notturna in cui, a stomi aperti, le cellule del mesofillo a partire da PEP producono OAA e di qui Malato che viene accumulato nel succo vacuolare (che pertanto diviene sempre più acido). Di giorno, a stomi chiusi, il malato ritorna al citroplasma ove viene liberata CO2 che alimenta il normale ciclo di Calvin.
Se le piante CAM hanno ridotta importanza per scopi alimentari (unica CAM oggetto di estesa coltivazione è l'ananas) molto importanti sono le C4, che comprendono specie assai produttive come il mais, il sorgo e la canna da zucchero. Si tenga infine presente che alcune piante come la portulaca si comportano da CAM solo in condizioni estreme di scarsità idrica, altrimenti presentano un comportamento di tipo C4.